# Oberer Feldbergstollen im Deister
Oberer Feldbergstollen im Deister este o arie protejată (arie specială de conservare — SAC, sit de importanță comunitară — SCI) din Germania întinsă pe o suprafață de 0,14 ha, integral pe uscat.

## Localizare
Centrul sitului Oberer Feldbergstollen im Deister este situat la coordonatele 52°15′15″N 9°31′16″E / 52.2542°N 9.5211°E.

## Înființare
Situl Oberer Feldbergstollen im Deister a fost declarat sit de importanță comunitară în ianuarie 2005 pentru a proteja 3 specii de animale. Situl a fost protejat și ca arie specială de conservare în mai 2011.

## Biodiversitate
Situată în ecoregiunea continentală, aria protejată nu include niciun habitat protejat.
La baza desemnării sitului se află mai multe specii protejate de  mamifere (3): liliac cu urechi mari (Myotis bechsteinii), liliac de iaz (Myotis dasycneme), liliac comun (Myotis myotis)